# إغناثيو تشافيز سانشيز
إغناثيو تشافيز سانشيز (بالإسبانية: Ignacio Chávez)‏ هو طبيب قلب مكسيكي، ولد في 31 يناير 1897 في ميتشواكان في المكسيك، وتوفي في 12 يوليو 1981 في مدينة مكسيكو في المكسيك.